# میشل کارتر
میشل کارتر (به انگلیسی: Michelle Carter) (زاده ۱۲ اکتبر ۱۹۸۵ آمریکا) ورزشکار زن در رشته پرتاب وزنه می‌باشد. او در بازی‌های المپیک تابستانی ۲۰۱۶ توانست مدال طلا را به دست بیاورد.